# Because (비틀즈의 노래)
〈Because〉는 존 레논이 쓴 비틀즈의 곡이다. (레논-매카트니 곡으로 표기된다.) 두드러진 레논, 매카트니, 조지 해리슨의 화음이 특징이며 9명의 목소리처럼 들리도록 3번 오버더빙되었다.
노래는 선명한 전자 하프시코드 소리로 시작되는데, 이는 조지 마틴이 연주한 것이다. 곧 레슬리 스피커를 통해 울리는 존 레논의 기타 라인이 하프시코드 소리와 합주되고, 보컬과 베이스 소리가 이어진다.
이 노래는 무그 신시사이저가 사용된 비틀즈의 몇 안되는 노래들중 하나이다. 비틀즈는 무그 신시사이저를 처음으로 실험한 동시대의 로큰롤 밴드중 하나였다. 존 레논에 따르면, 베토벤의 월광 소나타와 비슷하게 들리는 것은 다음 사연 때문이라고 한다. "오노 요코는 베토벤의 '월광 소나타'를 피아노로 치고 있었고, 나는 이렇게 말했다. '코드를 거꾸로 연주해볼까?' 그리고 나는 'Because'를 작곡했다."

## 참여 인원
이언 맥도날드 당 인원:
- 존 레논 – 트리플 트랙 하모니 보컬 (중음역), 기타
- 폴 매카트니 – 트리플 트랙 하모니 보컬 (고음역), 베이스
- 조지 해리슨 – 트리플 트랙 하모니 보컬 (저음역), 모그 신시사이저
- 조지 마틴 – 볼드윈 일렉트릭 하프시코드